# O Castelo no Céu (trilha sonora)
A trilha sonora original de O Castelo no Céu, filme de animação de 1986 do Studio Ghibli, apresenta faixas compostas por Joe Hisaishi e foi originalmente lançada em 25 de agosto de 1986. Sua sonoridade é caracterizada por música orquestral com influências de grandes compositores como Kornolg e Bernard Herrmann, além de proporcionar um clímax dramático perfeitamente adequado a momentos de tensão e ação — Hisaishi também utiliza uma vasta gama de recursos vocais e instrumentais.  Houve várias reedições do álbum ao longo das décadas, em diferentes formatos.

## Produção
A partitura do filme foi composta por Joe Hisaishi, sendo o seu segundo trabalho num filme de Hayao Miyazaki, o primeiro foi Nausicaä do Vale do Vento (1984). O tema principal do álbum, "Kimi wo Nosete", foi interpretado por Azumi Inoue e Miyazaki creditado por seu trabalho como letrista. A primeira edição da trilha sonora de O Castelo no Céu foi disponibilizada em 25 de agosto de 1986 nos formato de fita cassete, disco de vinil e CD. Foi o primeiro álbum de trilha musical de animação do Studio Ghibli lançado pela Tokuma Shoten.
No lançamento do álbum nos Estados Unidos, em 2 de outubro 2002, a Disney pediu a Hisaishi para compor uma trilha sonora mais orquestral e longa (de 90 minutos) — com esta versão contendo nove faixas a mais em relação a original.

## Lista de faixas
A edição original do álbum tem duração total de 39 minutos e apresenta apenas quatorze faixas, com a mais longa delas possuindo quatro minutos e 36 segundos.
| O Castelo no Céu – Edição original do Japão |                                                               |         |  |
| N.º                                         | Título                                                        | Duração |  |
| 1.                                          | "Sora kara Futtekita Shoujo (空から降ってきた少女)"           | 2:27    |  |
| 2.                                          | "Suraggu Keikoku no Asa (スラッグ溪谷の朝)"                   | 3:04    |  |
| 3.                                          | "Yukai na Kenka (~ Tsuiseki) (愉快なケンカ(~追跡))"           | 4:27    |  |
| 4.                                          | "Gondoa no Omoide (ゴンドアの思い出)"                         | 2:46    |  |
| 5.                                          | "Shitui no Pazu (失意のパズー)"                               | 1:46    |  |
| 6.                                          | "Robotto Hei (Fukkatsu ~ Kyuushutsu) (ロボット兵(復活~救出))" | 2:34    |  |
| 7.                                          | "Gasshou: Kimi wo Nosete (合唱 君をのせて)"                   | 2:02    |  |
| 8.                                          | "Shiita no Ketsui (シータの決意)"                             | 2:05    |  |
| 9.                                          | "Taigaamosu-gou nite (タイガーモス号にて)"                    | 2:32    |  |
| 10.                                         | "Hemetsu he no yochou (破滅への予兆)"                         | 2:18    |  |
| 11.                                         | "Gekkou no Unkai (月光の雲海)"                                | 2:33    |  |
| 12.                                         | "Tenkuu no Shiro Rapyuta (天空の城ラピュタ)"                  | 4:36    |  |
| 13.                                         | "Rapyuta no Houkai (ラピュタの崩壊)"                          | 2:00    |  |
| 14.                                         | "Kimi wo Nosete (君をのせて)"                                 | 4:07    |  |
| Duração total:                              | Duração total:                                                | 39:17   |  |

| O Castelo no Céu – Álbum de imagens |                                              |         |  |
| N.º                                 | Título                                       | Duração |  |
| 1.                                  | "Tenkuu no Shiro Rapyuta (天空の城ラピュタ)" | 3:53    |  |
| 2.                                  | "Hato to Shounen (ハトと少年)"               | 2:26    |  |
| 3.                                  | "Koufu (鉱夫)"                               | 4:00    |  |
| 4.                                  | "Hikouseki (飛行石)"                         | 2:38    |  |
| 5.                                  | "Doora (ドーラ)"                             | 3:37    |  |
| 6.                                  | "Shiita to Pazu (シータとパズー)"            | 2:33    |  |
| 7.                                  | "Taiju (大樹)"                               | 5:24    |  |
| 8.                                  | "Furapputaa (フラップター)"                  | 4:10    |  |
| 9.                                  | "Ryuu no Ana (竜の穴)"                       | 1:43    |  |
| 10.                                 | "Tiidiisu no Yousai (ティディスの要塞)"      | 4:06    |  |
| 11.                                 | "Shiita to Pazu (シータとパズー)"            | 3:17    |  |
| 12.                                 | "Ushinawareta Rakuen (失われた楽園)"         | 2:15    |  |
| Duração total:                      | Duração total:                               | 40:13   |  |

Notas
- Todas as canções foram compostas por Joe Hisaishi.
- A faixa "Kimi wo Nosete" é interpretada por Azumi Inoue.
- Hayao Miyazaki é creditado como letrista de "Kimi wo Nosete".

## Créditos
Todo o processo de elaboração de O Castelo no Céu atribui os seguintes créditos:
Locais de gravação
- Gravada nos estúdios Wonder Station e Nikkatsu Studio Center em Tóquio, Japão

Equipe
- Azumi Inoue — vocalista principal
- Joe Hisaishi — arranjo, composição, produção
- Takashi Watanabe — A&R
- Yoshikazu Shoji — A&R
- Atsushi Kaji — engenheiro
- Masayoshi Okawa — engenheiro
- Suminobu Hamada — engenheiro
- Akira Shimabukuro — produtor executivo
- Koki Miura — produtor executivo
- Toshio Suzuki — gestão
- Yasudo Fukuoka — técnico